# Creeper (wirus komputerowy)
Creeper (pol. „pełzacz”) – robak komputerowy uznawany za najstarszy w historii. Został stworzony przez Boba Thomasa pracującego w BBN w 1971 roku. Wirus działał w systemie TENEX (TOPS-20) w sieci ARPANET. Intencje autora były dość niewinne tak jak działanie samego wirusa, autor stworzył go dla zabawy a jego działanie polegało na tym by wyświetlać na kolejno infekowanych przez sieć komputerów krótkiego komunikatu: ?Jestem Creeper, złap mnie, jeśli potrafisz?

## Reaper
Ray Tomlinson niedługo po zauważeniu Creepera napisał swojego własnego robaka – Reaper (z ang. „żniwiarz”). Program miał usuwać Creepera. Wydarzenie to stało się inspiracją dla stworzenia gry Core War.